# Hyperrychlá hvězda

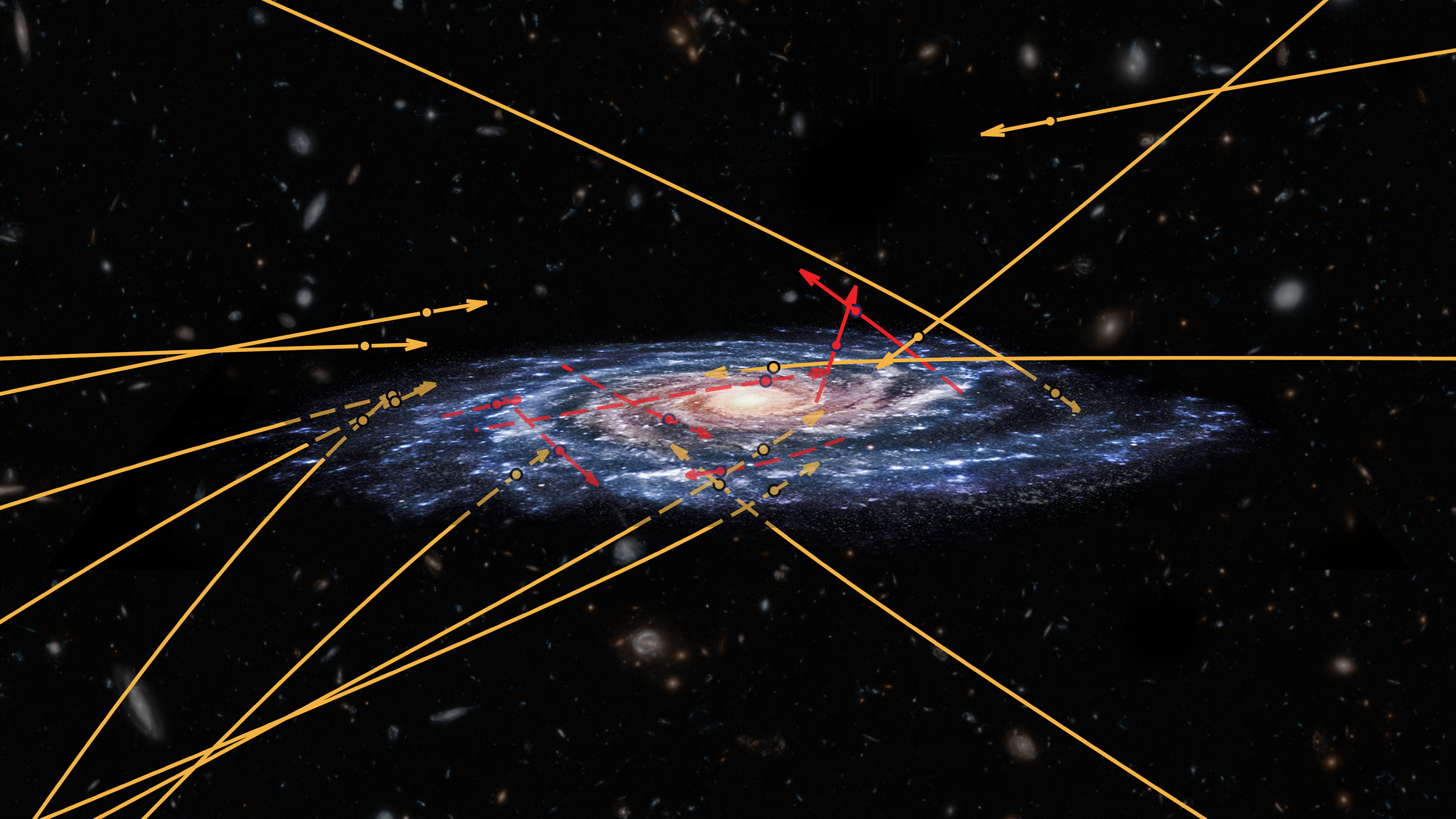
Dráhy hyperrychlých hvězd v okolí naší Galaxie

Hyperrychlé hvězdy (anglicky HV nebo HVS – Hypervelocity stars) jsou hvězdy, které se pohybují řádově vyšší rychlostí než ostatní hvězdy v galaxii. Při této rychlosti jsou schopny uniknout z Mléčné dráhy.

## Charakteristika
V případě naší Galaxie – Mléčné dráhy – se hvězdy obvykle pohybují rychlostmi do 100 km/s, ale hyperrychlé hvězdy dosahují rychlostí až 1000 km/s.
Družice Gaia našla v naší Galaxii 20 hvězd, které mají s pravděpodobností vyšší než 80 % větší rychlost něž únikovou. Sedm z nich však nevylétá z centra Galaxie, jak se očekávalo, ale míří z galaktického disku kolmo na rovinu galaxie. Dalších 13 nemá vůbec původ v naší Galaxii, ale pouze jí prolétají.
V roce 2020 objevili astronomové porovnáním dat družice Gaia a čínského dalekohledu LAMOST (Large Sky Area Multi-object Fiber Spectroscopic Telescope) 591 velmi rychlých hvězd včetně nejméně 43 hyperrychlých hvězd, které s 50% pravděpodobností mohou překonat gravitaci Mléčné dráhy a tedy z ní uniknout. Tým astronomů spočítal dráhy těchto hvězd zpět do minulosti. Zjistil, že asi 15 % z nich pochází z centra naší Galaxie, 55 % jich má původ v galaktickém disku a zbývajících 30 % hvězd má extragalaktický původ.
Původně byly hyperrychlé hvězdy zaznamenány jen v naší galaxii, ale roku 2018 byly z měření družice Gaia objeveny tyto hvězdy i ve Velkém a Malém Magellanovu oblaku.

### Vznik
Předpokládá se, že tyto hvězdy žily původně v binárních systémech a když jedna hvězda tohoto systému explodovala jako supernova, získala druhá vysokou rychlost a unikla ze svého původního místa.

### Historie
Existence hyperrychlých hvězd byla předpovězena v roce 1988. Pozorovány byly poprvé v roce 2005.